# Политотдел (Башкортостан)
Политотде́л (баш. Политотдел) — село в Давлекановском районе Республики Башкортостан Российской Федерации. Входит в состав Шестаевского сельсовета.

## География

### Географическое положение
Расстояние до:
- районного центра (Давлеканово): 28 км,
- центра сельсовета (Шестаево): 2 км,
- ближайшей ж/д станции (Давлеканово): 28 км.

## Население
| 2002 | 2009 | 2010 |
| ---- | ---- | ---- |
| 210  | →210 | ↘191 |